# Cláudio Adão
Cláudio Adalberto Adão, mais conhecido como Cláudio Adão (Volta Redonda, 2 de julho de 1955) é um ex-futebolista brasileiro que atuava como atacante.
É pai do também jogador de futebol Felipe Adão e da jogadora de vôlei Camilla Adão.
Foi autor de 862 gols na carreira e jogador de 27 times. Também é conhecido no futebol carioca por ser um dos poucos jogadores que defenderam os 4 grandes clubes do Rio de Janeiro.

## Biografia

### Jogador
Com 10 anos de idade foi para a Baixada Santista, onde atuou na equipe amadora Unidos do Parque Fernando Jorge, na cidade de Cubatão, e por sugestão do primo foi fazer testes na Portuguesa Santista. Entre os testes, estava programado um torneio amistoso com Santos e Jabaquara, onde ele marcou oito gols, foi convidado para treinar na Vila Belmiro, e por lá ficou. Pelo Santos, passou todas as etapas das categorias de base até chegar ao profissional e mudou de posição, de meia-esquerda na base para centroavante, por sugestão de Pepe.
Estreou no dia 4 de abril de 1973, na goleada santista por 6 a 0 diante do Juventus, na Vila Belmiro, pelo Campeonato Paulista. Logo em seu primeiro ano de profissional, atuou com Pelé e conquistou o Campeonato Paulista de 1973.
Em 1975, teve seu melhor ano pelo Peixe, quando realizou 61 jogos e marcou 29 gols. Nesse ano, foi um dos destaque da Seleção Brasileira nos Jogos Pan-americanos do México, quando marcou quatro gols na goleada de 6 a 0 contra a Bolívia.
Marcou pela última vez pelo Santos no dia 25 de abril de 1976, em confronto válido pelo Campeonato Paulista, no empate por um gol diante do Juventus na Rua Javari. Convocado para as Olimpíadas de 1976, em Montreal, em 2 de maio daquele ano, sofreu uma grave lesão, fraturando a tíbia e o perônio num choque involuntário com Luís Antônio, goleiro do América de São José do Rio Preto no Estádio Mário Alves Mendonça. Durante os exames, chegou a ouvir que jamais chegaria a jogar bola novamente.
Ainda se recuperando da lesão, deixou o Santos em 1977, para atuar pelo Flamengo. Com a camisa do Peixe, jogou 134 partidas e marcou 51 gols.
Estreou pelo Flamengo na vitória por 2 a 1 num Fla-Flu, com dois gols de Tita. No Fla-Flu seguinte, marcou os dois gols da vitória por 2x0, os primeiros gols após sua lesão. No Fla, Adão foi peça-chave na conquista do tricampeonato carioca, em 1978 e 1979.
Após três temporadas de sucesso no Flamengo, aceitou uma proposta tentadora do Botafogo de um salário três vezes maior. Entre idas e vindas, foram quatro passagens pelo Glorioso, com o qual foi campeão carioca em 1989.
Ainda em 1980, se transferiu para o Fluminense, onde ganhou o título Carioca de 1980, com direito a artilharia.
Em 1982, teve passagem pelo Vasco da Gama e depois volta em 1985. Pelo Gigante da Colina atuou em 49 jogos e marcou 32 gols.
Depois de um ano defendendo o Al Ain, dos Emirados Árabes, no segundo semestre de 1983 teve uma passagem rápida pelo Benfica, de Portugal, onde ficou apenas dois meses no clube disputando apenas amistosos.
Ainda em 1983, conseguiu a liberação do clube e voltou para o Brasil, para jogar pelo Flamengo novamente. Nesta segunda passagem pelo Rubro Negro, Cláudio Adão conquistou o Campeonato Brasileiro.
Foi contratado pelo Bangu para participar do Campeonato Carioca de 1984, onde marcou 12 gols e se tornou o artilheiro do campeonato, ao lado de Baltazar, do Botafogo.
No primeiro semestre de 1985 voltou para o Vasco. Regressou ao Bangu para o Campeonato Carioca daquele ano, no segundo semestre, e ficou na reserva de Fernando Macaé do time vice-campeão estadual. Ao todo, fez 39 jogos pelo Bangu, com 22 vitórias, 12 empates e 5 derrotas, marcando 15 gols e sendo expulso uma vez de campo.
Em 1987, acertou com o Cruzeiro.
Após deixar o Botafogo, chegou ao Corinthians em 1989. Estreou em 12 de fevereiro, na derrota para o União São João por 2 a 0, em partida amistosa. Em sua despedida, em 10 de dezembro, marcou de letra contra o Palmeiras e tirou do rival a chance do título brasileiro. Pelo Corinthians, fez 32 jogos e marcou 13 gols.
No ano seguinte, foi parar no futebol peruano, para atuar pelo Sport Boys, sendo vice-campeão do torneio nacional e o artilheiro do campeonato, com 31 gols, se tornando o segundo jogador a mais balançar as redes em um Campeonato Peruano na história.
Em 1991, o Campo Grande apostou em Roberto Dinamite e Claudio Adão para o Cariocão. Adão chegou para o segundo turno, onde o clube acabou em 5º lugar. Adão ainda ficaria para o ano seguinte, antes de sair para o Ceará e em 1993.
Em 1994, voltou ao Peru, para atuar pelo Deportivo Sipesa.
Também atuou pela Portuguesa, Bahia, Santa Cruz, Volta Redonda, Rio Branco Atlético Clube, Desportiva Ferroviária e Áustria Viena na Áustria.
É o jogador com maior média de gols pela Seleção Brasileira: 1,17 (14 tentos em 12 partidas). Cabe ressaltar que Adão jogou apenas pela Seleção Olímpica.

### Saída dos gramados
Após se aposentar, ainda atuou amadoristicamente pela Seleção Brasileira de Beach Soccer, juntamente com Zico, Edinho e outros ex-jogadores.
Como treinador, esteve à frente do Volta Redonda FC (RJ), em 2006, e do CA Metropolitano, de Blumenau (SC), em 2007. 
Em março de 2009, foi contratado pelo Ferroviário do Cabo, de Pernambuco, para a disputa da Série A2 do Campeonato Pernambucano. 
Em 2010, treina o Duquecaxiense (RJ). 
Em 2012, comandou o Legião (DF) e em março do mesmo ano, assumiu a posição de treinador do time de futebol de areia do Atlético-PR para a disputa do Campeonato Brasileiro da modalidade.
Em fevereiro de 2013, voltando a posição de treinador de futebol de campo, foi contratado pelo Mixto, de Cuiabá (MT), por um contrato de dois anos.

## Títulos
Santos
- Campeonato Paulista: 1973
- Torneio Laudo Natel: 1975

Flamengo
- Campeonato Brasileiro: 1983
- Campeonato Carioca: 1978, 1979 (Especial), 1979
- Taça Guanabara: 1978, 1979
- Taça Rio: 1978, 1983
- Troféu Cidade de Palma de Mallorca: 1978
- Troféu Ramón de Carranza: 1979

Austria Viena
- Campeonato Austríaco: 1979-80
- Copa da Áustria: 1979-80
- Torneio de Viena: 1980

Fluminense
- Campeonato Carioca: 1980

Vasco da Gama
- Campeonato Carioca: 1982
- Torneio de Verão do Uruguai: 1982
- Torneio João Castelo-MA: 1982

Benfica
- Campeonato Português: 1983-84

Bahia
- Campeonato Baiano: 1986, 1991

Ceará
- Campeonato Cearense: 1993

Seleção Brasileira de Masters
- Copa do Mundo de Masters: 1990, 1991

## Premios individuais
- Artilheiro do Campeonato Carioca: 1978, 1980 e 1984
- Artilheiro do Campeonato Baiano: 1986
- Artilheiro do Campeonato Peruano: 1990